# Улица Туукри
У́лица Ту́укри (эст. Tuurki tänav — Водолазная улица) — улица в Таллине, столице Эстонии. 

## География
Пролегает в микрорайоне Садама городского района Кесклинн. Начинается от перекрёстка улиц Йыэ и Рейди, идёт на восток, пересекает улицы Полдри, Люйзи, Туукри пыйк, Уус-Садама, Петроолеуми, Нафта и Фильми, являясь главной дорогой по отношению к ним. После пересечения с улицами Пикксильма (слева) и Бензийни (справа) заканчивается тупиком у улицы Кийкри, недалеко от морского променада и парка Кадриорг.
Протяжённость улицы — 745 м.

## История
Еще несколько сотен лет назад на месте нынешней улицей Туукри было море. В XIX веке морское мелководье превратилось в сушу, на которой возникло большое количество свалок. Во время сильных дождей на улице Туукри случаются наводнения. Это связано с тем, что высота улицы над поверхностью моря очень небольшая, меньше двух метров, и потокам дождевой воды стекать с улицы сложно.
В конце XIX века называлась Ново-Голландской улицей (нем. Neu-Holland Straße). В начале XX века носила название Голландская улица (эст. Hollandi tänav, нем. Hollandstraße), современное название официально получила 27 июня 1950 года.
Общественный транспорт по улице не курсирует.

## Застройка
Улица имеет как историческую, так и современную застройку, в частности:
- дом 1 — двухэтажный жилой дом, год строительства предположительно 1897;
- дом 1В — шестиэтажный квартирный дом с коммерческими площадями и подвальным этажом (1972);
- дом 5 — бывшие одно- и двухэтажные производственные корпуса машиностроительного предприятия (1963), в настоящее время — офисные здания;
- дом 11 — трёхэтажный дом из плитняка и кирпича начала XX века, перестроен в коммерческое здание;
- дом 15 — пятиэтажный квартирный дом (1994);
- дом 19 — двухэтажное офисное здание (1954);
- дом 23 — пятиэтажный квартирный дом с подвальным этажом (2020);
- дом 25 — пятиэтажный квартирный дом с подвальным этажом (2021);
- дом 26 — трёхэтажное здание, перестроено из строения начала XX века;
- дом 42 — восьмиэтажный квартирный дом (2006);
- дом 44 — пятиэтажный квартирный дом (1980);
- дом 46 — пятиэтажный квартирный дом c подвальным этажом (1938);
- дом 48 — двухэтажный кирпичный жилой дом (1940) с пристроенным позже мансардным этажом;
- дом 52 —  двухэтажный каменный дом (1897);
- дом 54 — четырёхэтажное офисно-жилое здание (1960);
- дом 58 — cемиэтажный квартирный дом (1997).

## Предприятия и учреждения
- Tuukri tn 11 — частные ясли сети дошкольных учреждений «Вяйке Пяйке» («Väike Päike» — с эст. «Маленькое солнце»), основанной при поддержке ЕС и Европейского социального фонда[6];
- Tuukri tn 26 — ресторан «NOY City»[7];
- Tuukri tn 64 — международные частные ясли сети дошкольных учреждений «Вяйке Пяйке» (английский и финский языки)[8].

Улица Туукри
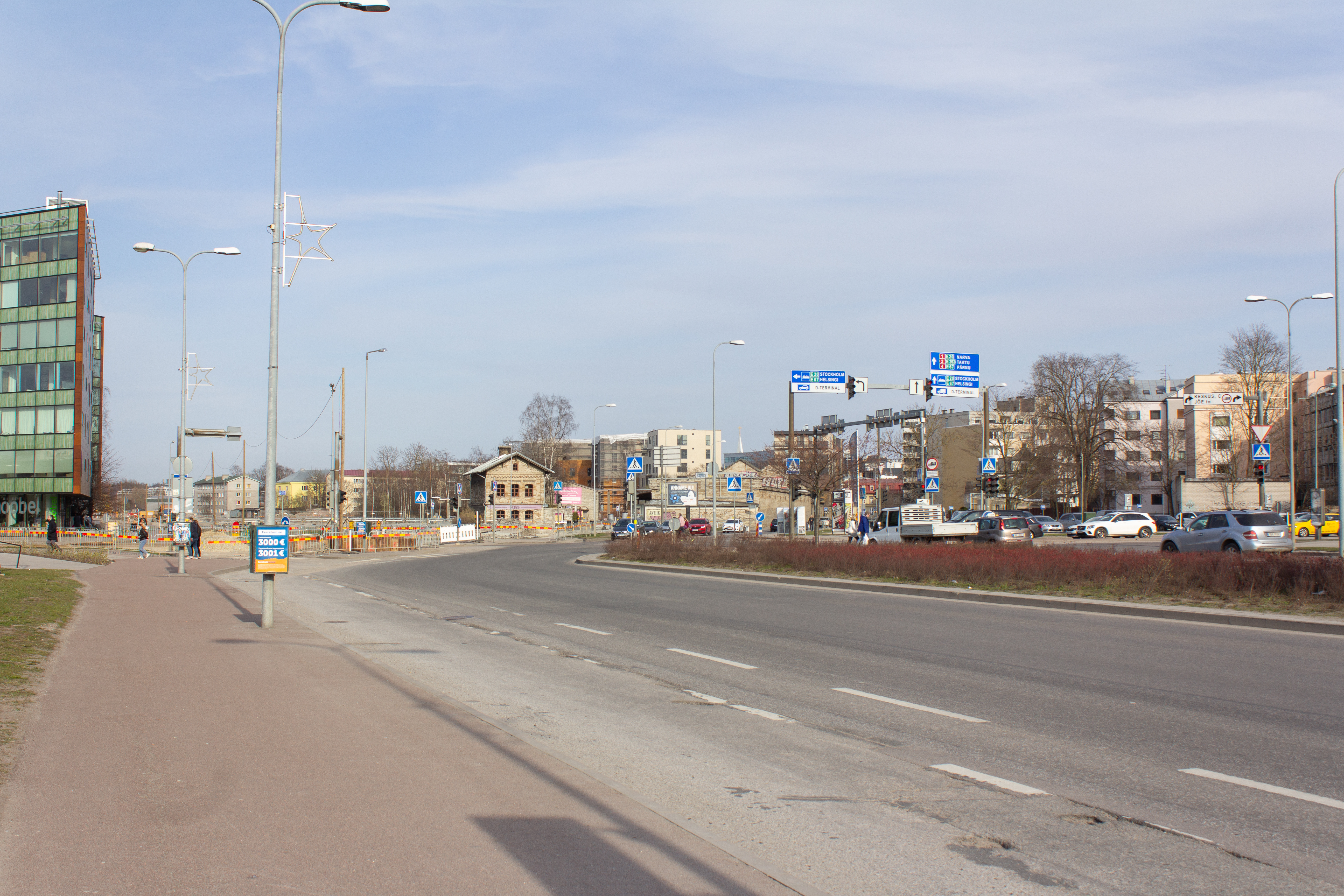
Перекрёсток улиц Йыэ, Туукри и строящейся Рейди-теэ, 2019 год
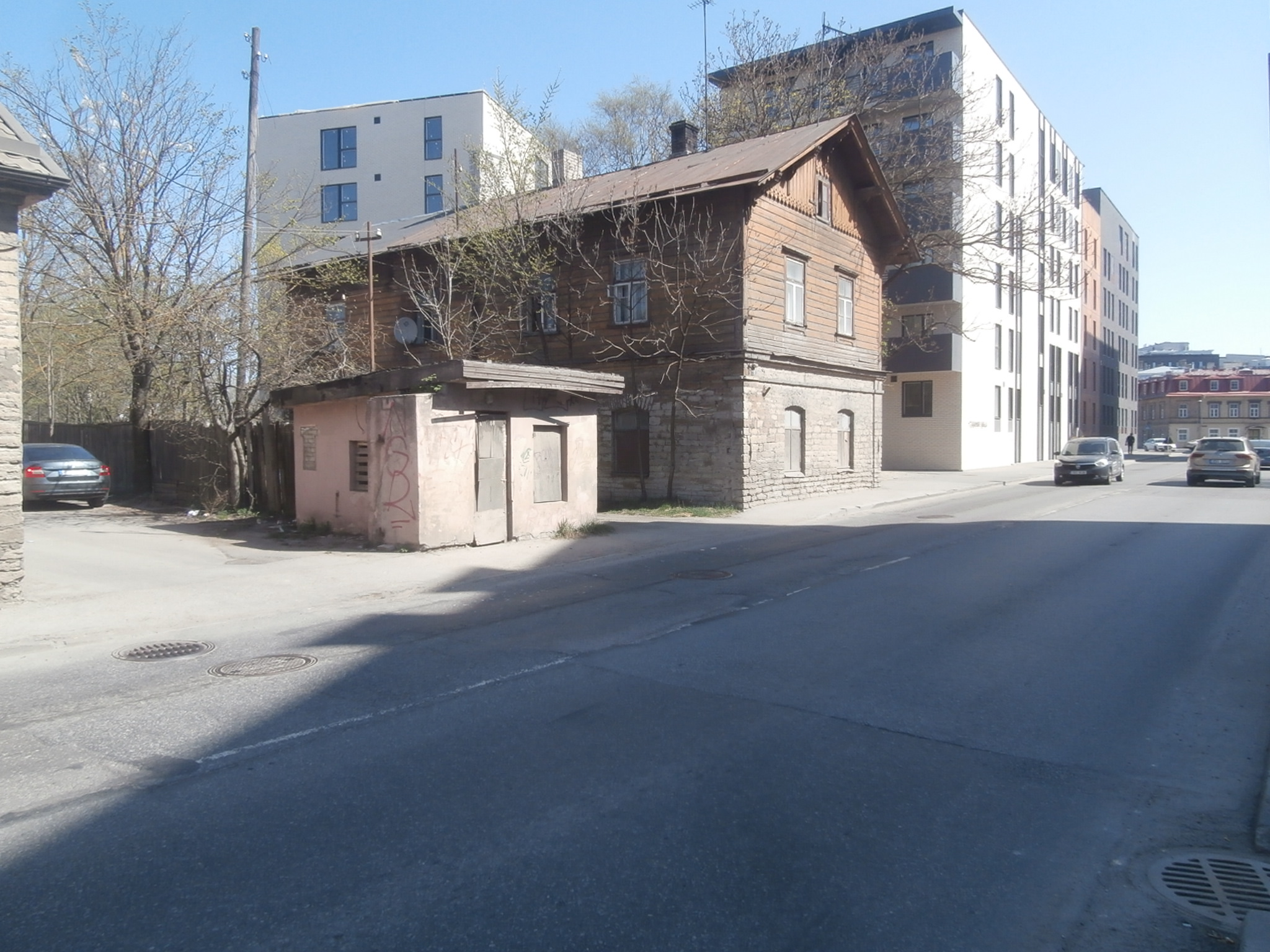
Дома 1 и 1В в 2019 году
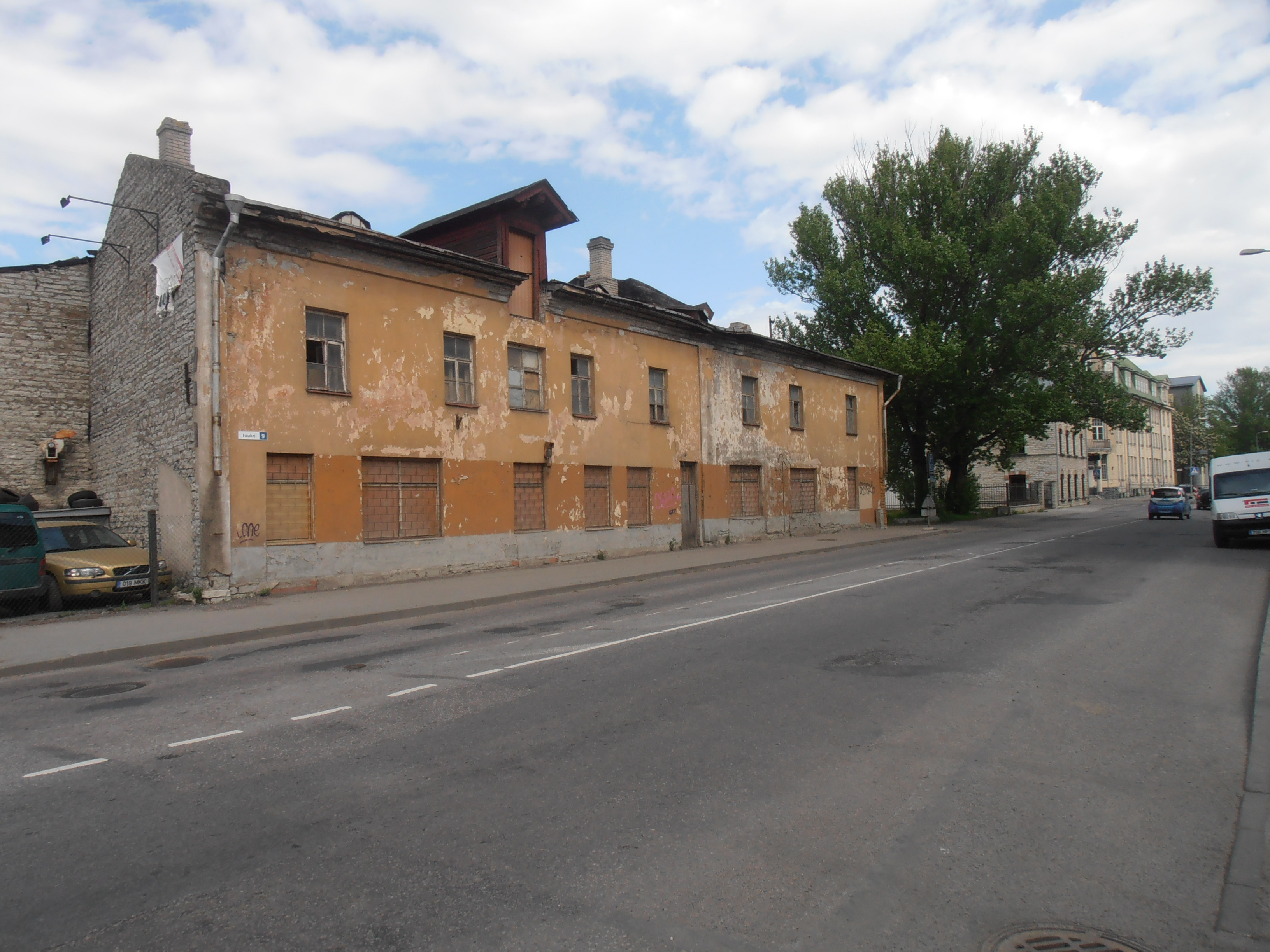
Дом 9 в 2013 году (снесён)
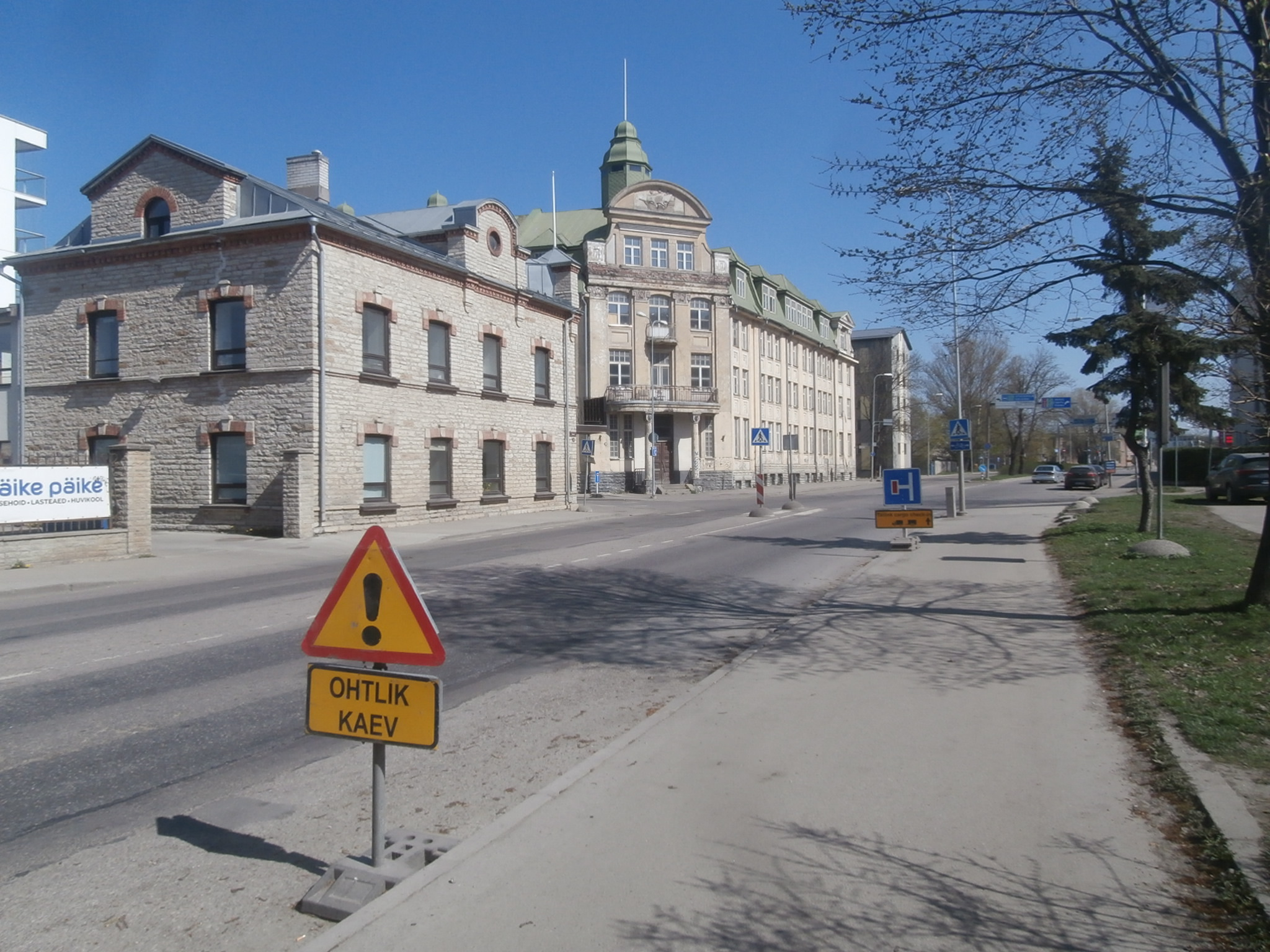
У перекрёстка с улицей Уус-Садама
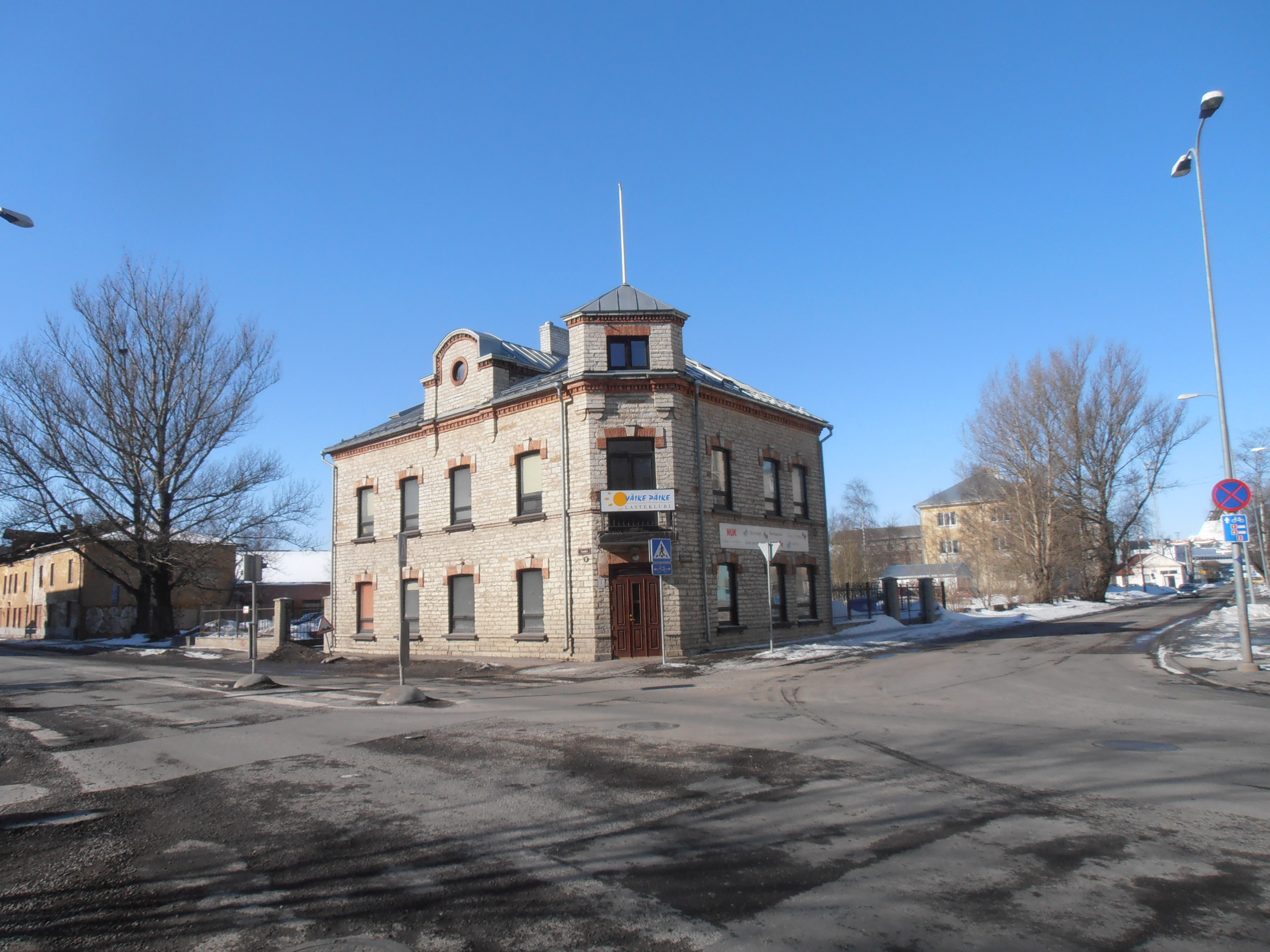
Дом 11, перекрёсток с улицей Уус-Садама
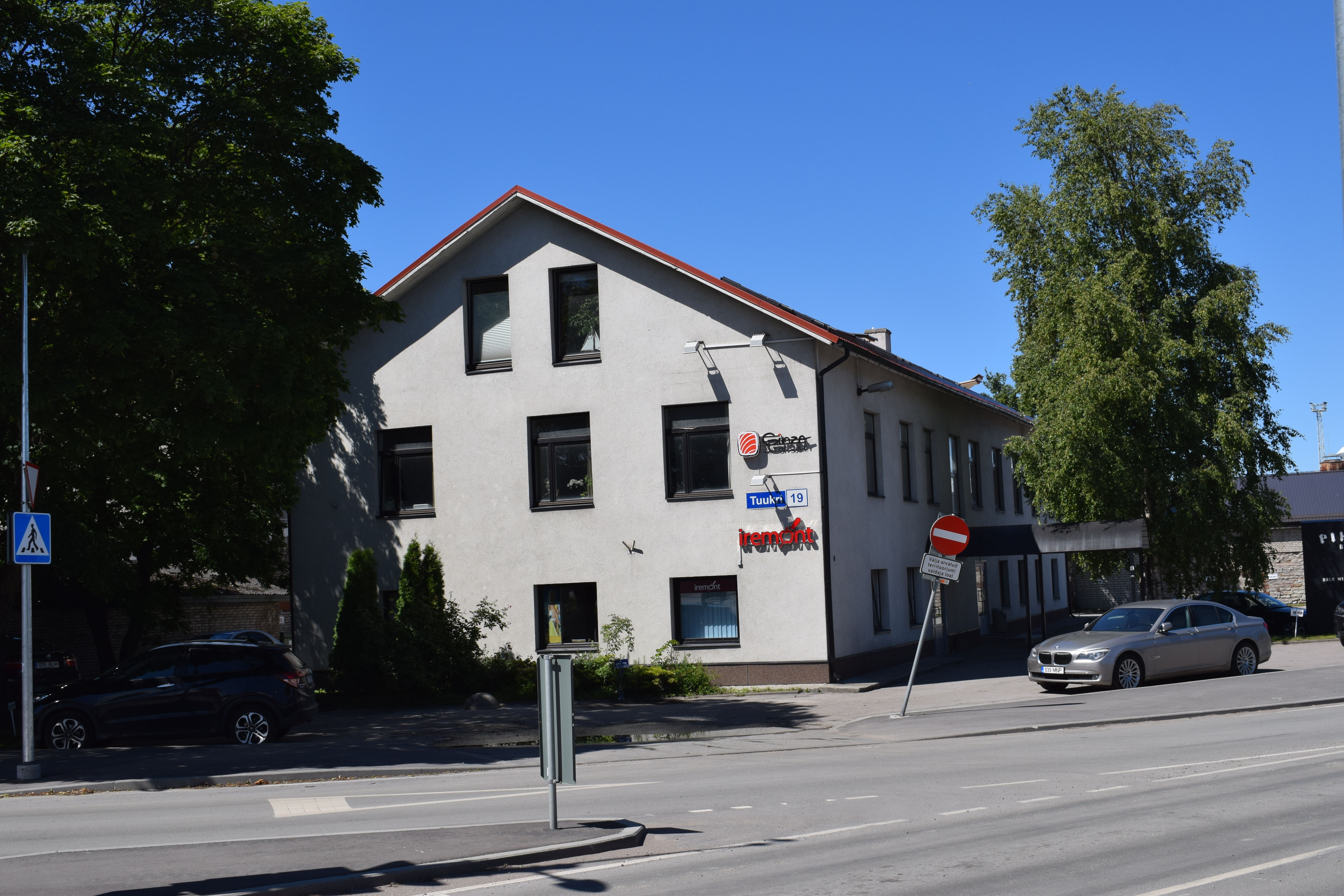
Дом 19
Справа — дом 23 (слева — дом 2/1 по улице Пикксильма)
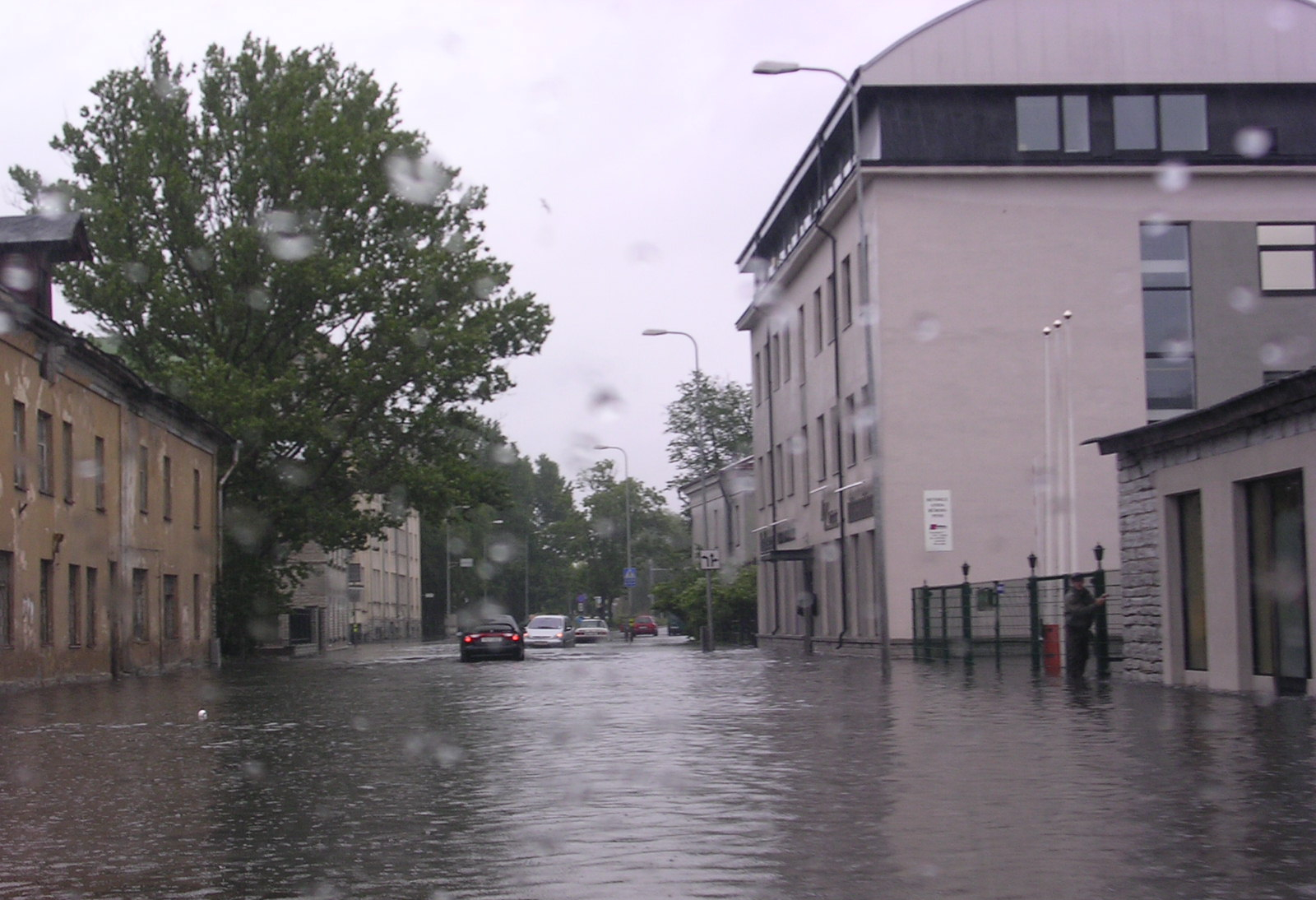
Наводнение на улице Туукри в 2004 году (справа дом 54)